# Janko Bobetko
Janko Bobetko (ur. 10 stycznia 1919 w Crnacu k. Sisaka, zm. 29 kwietnia 2003 w Zagrzebiu) – generał armii w Armii Republiki Chorwacji.

## Życiorys
Studiował na Wydziale Weterynarii Uniwersytetu w Zagrzebiu. Od 1938 był członkiem KPJ. W 1941 za swoją postawę polityczną został usunięty ze studiów. 11 lipca 1941 z rąk ustaszy zginął ojciec Bobetki i jego trzej bracia. Janko przyłączył się do oddziału partyzanckiego i objął stanowisko komisarza politycznego w jednym z oddziałów. W bitwie pod Dravogradem w Słowenii został ciężko ranny.
Po wojnie ukończył studia w Akademii Wojskowej w Belgradzie i awansował do stopnia generała-porucznika. W latach 1966–1971 pełnił funkcję szefa sztabu V armii JAL. W początkach lat 70. popierał działania Chorwatów, domagających się większej autonomii w obrębie SFRJ. Za swoją działalność został w 1971 zdymisjonowany wraz z grupą chorwackich generałów i usunięty z armii.
W 1990 nowe władze Chorwacji zaproponowały mu objęcie stanowiska ministra obrony, ale odmówił. W kwietniu 1992 objął stanowisko dowódcy Frontu Południowego, biorąc udział w wojnie chorwackiej. Wkrótce potem objął stanowisko szefa sztabu generalnego armii chorwackiej.
W 1993, w czasie operacji Medački džep, część żołnierzy w rejonie Gospicia dopuściła się zbrodni ludobójstwa na Serbach i naruszenia prawa wojennego. Międzynarodowy Trybunał Karny dla byłej Jugosławii odpowiedzialnością za te zbrodnie obciążył gen. Bobetko, jako najwyższego rangą dowódcę, koordynującego działania w tym rejonie. Bobetko odmówił poddania się jurysdykcji Trybunału uznając, że oskarżenia kierowane przeciwko niemu podważają legalność operacji wojskowych, przeprowadzonych w czasie wojny. Rząd chorwacki nie zajął jednoznacznego stanowiska w tej sprawie, licząc się z szerokim poparciem społecznym dla zasłużonego w wojnie generała. Zanim podjęto decyzje w jego sprawie, Bobetko zmarł po ciężkiej chorobie. Pochowany na miejskim cmentarzu w Sisaku.
W 1996 Bobetko wydał książkę Wszystkie moje bitwy (chorw. Sve moje bitke).

## Odznaczenia
- Wielki Order Króla Petara Krešimira IV (1995)[1]
- Order Księcia Domagoja (1995)[2]
- Order Bana Jelacica (1995)[3]
- Order Ante Starčevića (1998)[4]
- Medal Wdzięczności Ojczyzny (1995)[5]
- Medalja „Oluja” (1998)[6]